# Скороговорка
Скорогово́рка — это короткая, синтаксически правильная фраза на любом языке с искусственно усложнённой артикуляцией. Скороговорки содержат близкие по звучанию, но различные фонемы (например, c и ш) и сложные для произношения сочетания фонем. Зачастую содержат аллитерации и рифмы. Используются для тренировки дикции и произношения.

Скороговорка, чистоговорка слагается для упражнения в скором и чистом произношении, почему в ней сталкиваются звуки, затрудняющие быстрый говор; но многие чистобайки заключают в себе также пословицу: «Нашего пономаря не перепономаривать стать» (человека не переделаешь); «Рапортовал, да не дорапортовал, а стал дорапортовывать, зарапортовался» (всё невпопад, неудачно); «Стоит поп на копне, колпак на попе, копна под попом, поп под колпаком» (то есть всё одно и то же).— В. Даль. Пословицы русского народа
Также во многих языках существуют слова и фразы, сложные для произношения людям, язык фразы для которых не родной. Такие слова и фразы называются «шибболет». В научной и научно-методической литературе представлены разные подходы к изучению и систематизации скороговорок и скороговорных текстов как традиционных, так и современных, в том числе авторских скороговорок. В книге "Скороговорки. Этнопедагогика и современность" редакторы указывают на картотеку скороговорок содержащую более 1100 текстов, из которых около 450 ими опубликовано с комментариями и научно-методическими материалами. 

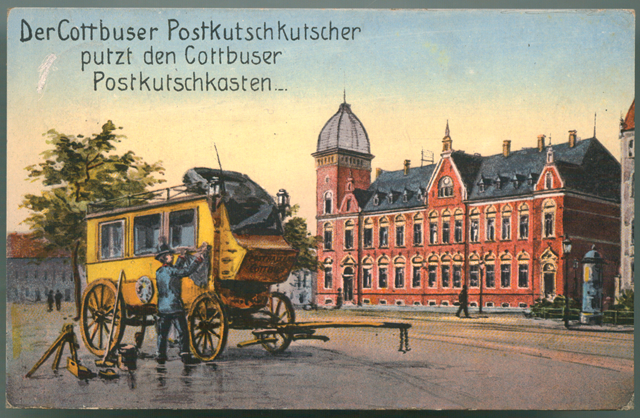
Немецкая пословица на почтовой открытке

## Примеры скороговорок в разных языках
Русский язык:
Карл у Клары украл кораллы, а Клара у Карла украла кларнет. (слушатьо файле)
Польский язык:
Wyindywidualizowaliśmy się z rozentuzjazmowanego tłumu (слушатьо файле)
W Szczebrzeszynie chrząszcz brzmi w trzcinie. (слушатьо файле)
Чешский язык:
Strč prst skrz krk (слушатьо файле)
Латышский язык:
Šis žagaru saišķis nav mans žagaru saišķis (слушатьо файле)
Английский язык:
Betty Botter bought a bit of butter.

«But», she said, «this butter’s bitter!

If I put it in my batter,

It will make my batter bitter!»

So she bought a bit of butter

Better than her bitter butter,

And she put it in her batter,

And her batter was not bitter.

So 'twas better Betty Botter bought

A bit of better butter. (слушатьо файле)
How much wood would a woodchuck chuck if a woodchuck could chuck wood?(слушатьо файле)
Немецкий язык:
Es klapperten die Klapperschlangen, bis ihre Klappern schlapper klangen (слушатьо файле)
Датский язык:
Rødgrød med fløde (слушатьо файле)
Шведский язык:
Sju sjösjuka sjömän sköttes av sju sköna sjuksköterskor (слушатьо файле)
Французский язык:
Un chasseur sachant chasser doit savoir chasser sans son chien de chasse. (слушатьо файле)
La roue sur la rue roule, la rue sous la roue reste. (слушатьо файле)
Валлонский язык:
Li tchèt chwarchî tchaît dèl chaule. (слушатьо файле)
Испанский язык:
El cielo está enladrillado, ¿quién lo desenladrillará?. El desenladrillador que lo desenladrille, buen desenladrillador será. (слушатьо файле)
Греческий язык:
Μια εκκλησιά μολυβδωτή, μολυβδοκοντυλογλυπτοπελεκητή, ποιος την μολυβδοκοντυλογλυπτοπελέκησε; Ο γιος του μολυβδοκοντυλογλυπτοπελεκητή; Αν είχα εγώ τα σύνεργα, τα μίνεργα του γιου του μολυβδοκοντυλογλυπτοπελεκητή, θα τη μολυβδοκοντυλογλυπτοπελεκούσα καλύτερα από το γιο του μολυβδοκοντυλογλυπτοπελεκητή. (слушатьо файле)
Ἄσπρη πέτρα ξέξασπρη, κι ἀπ᾿ τóν ἥλιο ξεξασπρότερη. (слушатьо файле)
Албанский язык:
Polli pula e Lleshit ne kacile t leshit. (слушатьо файле)
Венгерский язык:
Egy picike pocakú picike pocok pocakon pöckölt egy picike pocakú picike pockot, mire a pocakon pöckölt, picike pocakú pocok pocakon pöckölte az őt pocakon pöckölő, picike pocakú pockot. (слушатьо файле)
Баскский язык:
-Kukurruku!

-Zer diozu?

-Buruan min.

-Zeinek egin?

-Axerkok.

-Axerko non da?

-Errotapian.

-Zertan?

-Baxakanak biltzen.

-Baxakanak zertako?

-Olluari emateko.

-Ollua zertako?

-Arrautza egiteko.

-Arrautza zertako?

-Apaizari emateko.

-Apaiza zertako?

-Meza emateko.

-Meza zertako?

-Gu ta mundu guziya salbatzeko. (слушатьо файле)
Японский язык:
生麦、生米、生卵。 (яп.  намамуги намагомэ наматамаго) (слушатьо файле)
Корейский язык:
간장공장 공장장은 장 공장장이고 된장공장 공장장은 강 공장장이다. (Ганджанъгонъджан конъджанъджанъын джан конъджанъджанъиго двенджанъгонъджан конъджанъджанъын кан конъджанъджанъида.) (слушатьо файле)
Тамильский язык:
பழுத்த கிழவி கொழுத்த மழையில் வழுக்கி விழுந்தாள். (Палютта киляви колютта малаиль валюкки вилунта: ль.) (слушатьо файле)